# 阿德木单抗
阿德木单抗（INN：Adecatumumab；开发代号：MT201）是一种重组人IgG1单克隆抗体，用于靶向肿瘤细胞。它与上皮细胞黏附分子 (EpCAM - CD326) 结合，旨在触发抗体依赖性细胞毒性。它是由Micromet Inc开发的，该公司被安进收购。
阿德木单抗已用于治疗结直肠癌、前列腺癌和乳腺癌的临床研究。II期研究结果于2010年发表。